# Fernán Gutiérrez de Castro
Fernán Gutiérrez de Castro (c. 1180-c. 1240), fue un ricohombre, destacado miembro de la Casa de Castro, que desempeñó varios cargos en la corte, ejerció la tenencia de varias ciudades y comarcas y que fue  pertiguero mayor de Santiago. Es el genearca de la rama gallega de los Castro.

## Vida
Era hijo primogénito de Gutierre Rodríguez de Castro y Elvira Osórez. El conde de Barcelos lo describió como «mui boo cavaleiro d’armas come o padre e houve mui boo corpo», esto es, «muy buen caballero de armas como el padre y que tenía muy buen cuerpo». En 1192 y 1193 fue alférez real, en 1197 aparece como tenente de Toro, Zamora y Villafáfila, en la zona fronteriza, y una década después al frente de Lemos, que alternaría con Toroño, Castrotorafe, Ribadavia, Oviedo y Búval. En 1212, además, tomaba parte en la célebre batalla de las Navas de Tolosa. 
En agosto de 1221 desempeñaba el cargo de «signifero domini regis»; en septiembre del mismo año se lo documenta como teniente de Extremadura y a inicios de octubre figura al frente de «Monterrosum et Lemos», villas cuya tenencia mantuvo hasta noviembre de 1224. Su notable influencia en la nobleza gallega le valió el nombramiento de pertiguero mayor de la Tierra de Santiago, reemplazando, al parecer, a Nuño Núñez de Lara. La confirmación de una donación de Alfonso IX a la iglesia de Santiago, en diciembre de 1223, así lo atestigua por primera vez. Por lo demás, a mediados de 1226 participó en el penúltimo ataque a Cáceres, bajo control de los musulmanes.
Poco después de la muerte del monarca alfonsino, Fernán Gutiérrez se convirtió en uno de los magnates más asociados con Fernando III de Castilla, a quien acompañó en los cuatro primeros meses de 1232 durante su trayecto por tierras de Galicia. Tras tomar parte de la campaña de Córdoba (1236), su última aparición en la Corte data de julio de 1240, fecha en torno a la cual debió fallecer.

## Matrimonio y descendencia
Fernán Gutiérrez de Castro contrajo matrimonio con Milia (también llamada Emilia) Íñiguez de Mendoza, hija del señor de Llodio Íñigo López de Mendoza y hermana de Inés Íñiguez de Mendoza, amante del rey Alfonso IX de León. Con ella tuvo cinco hijos legítimos:
- Andrés Fernández de Castro.[5]
- Esteban Fernández, que sucedió en la Casa tras la muerte de su hermano primogénito y fue señor de Lemos y Sarria, pertiguero mayor de Santiago, adelantado mayor y merino mayor de Galicia.[6]
- Gutierre Fernández, que murió sin sucesión.
- Sancha, quien falleció célibe.
- Inés, casada con Martín Gil de Soverosa «el Bueno», ricohombre de Portugal, hijo de Gil Vázquez de Soverosa. Una hija de este matrimonio, Teresa, fue la madre de Juan Alfonso Téllez de Meneses, I conde de Barcelos.[4]

A esta descendencia hay que sumarle varias hijas ilegítimas:
- Elvira, esposa de Alfonso García de Villamayor, hijo de García Fernández de Villamayor y de su segunda esposa, Mayor Arias. Después de enviudar, Elvira fue priora en el monasterio de Santa María la Real de Villamayor de los Montes, fundado por su suegro.[7]
- Urraca, quien contrajo matrimonio con Juan García de Celada (también llamado Juan García de Villamayor),[8] también hijo de García Fernández de Villamayor y de Mayor Arias, mayordomo de Alfonso X y desde 1260 adelantado mayor de la Mar.[9]
- Leonor, casada con Diego García de Villamayor, también hijo de García Fernández de Villamayor.[10]
- Teresa, que se casó con Pedro Guzmán.[1]
- Elo, dama de honor de Leonor de Inglaterra y luego de la infanta Blanca, reina de Francia.[1]